# Городок-над-Дунайцем (гміна)
Гміна Городок-над-Дунайцем (пол. Gmina Gródek nad Dunajcem) — сільська гміна у південній Польщі. Належить до Новосондецького повіту Малопольського воєводства.
Станом на 31 грудня 2011 у гміні проживало 9155 осіб.

## Площа
Згідно з даними за 2007 рік площа гміни становила 88.17 км², у тому числі:
- орні землі: 51.00%
- ліси: 29.00%

Таким чином, площа гміни становить 5.69% площі повіту.

## Населення
Станом на 31 грудня 2011:
| Опис     | Загалом | Загалом | Чоловіки | Чоловіки | Жінки | Жінки |
| -------- | ------- | ------- | -------- | -------- | ----- | ----- |
| одиниця  | осіб    | %       | осіб     | %        | осіб  | %     |
| все      | 9155    | 100     | 4616     | 50.42    | 4539  | 49.58 |
| міське   | 0       | 100     | 0        |          | 0     |       |
| сільське | 9155    | 100     | 4616     | 50.42    | 4539  | 49.58 |

## Сусідні гміни
Гміна Грудек-над-Дунайцем межує з такими гмінами: Заклічин, Коженна, Лососіна-Дольна, Хелмець, Чхув.